# Владе Новаковић
Владе Новаковић (?, Буковица — 1966, Буковица) био је четнички војвода током Другог свјетског рата.

## Биографија
О војводи Влади Новаковићу нема много сачуваних података. Познато је да је био истакнути четник војводе Танкосића из минулих ратова и члан предратне четничке организације. Када је српски народ Тромеђе, западне Босне, Лике и Далмације устао на општи устанак и на простору Буковице, формиран је Буковички четнички одред под командом Владе Новаковића. Убрзо су устаничке групе и одреди преформирани у пукове. Било је формирано шест пукова, а нешто касније Буковички одред је преформиран у последњи, Буковички пук, под командом Владе Новаковића. После убиства Павла Поповића, команданта Пука „Онисим Поповић”, команду над овом јединицом преузео је Владе Новаковић.
Владе је крајем рата, незадовољан приликама у земљи и стањем у дивизији, решио да се пасивизира и другима препусти командовање над јединицама. Постао је колебљив и несигуран у исходе борбе. Када је крајем 1944. године Динарска дивизија после пробоја Пађенског фронта кренула у одступање према Словенији, Владе је одлучио да остане.
После рата није посебно гоњен нити кажњаван од стране нових, комунистичких власти. Упокојио се 1966. године у свом родном крају.